# Коси (рід)
Коси — український рід.

## Походження
Родина Косів походить від Михайла Коса — бурмістра містечка Комарно і його дружини Марії з Ліщинських Кос.

## Нащадки

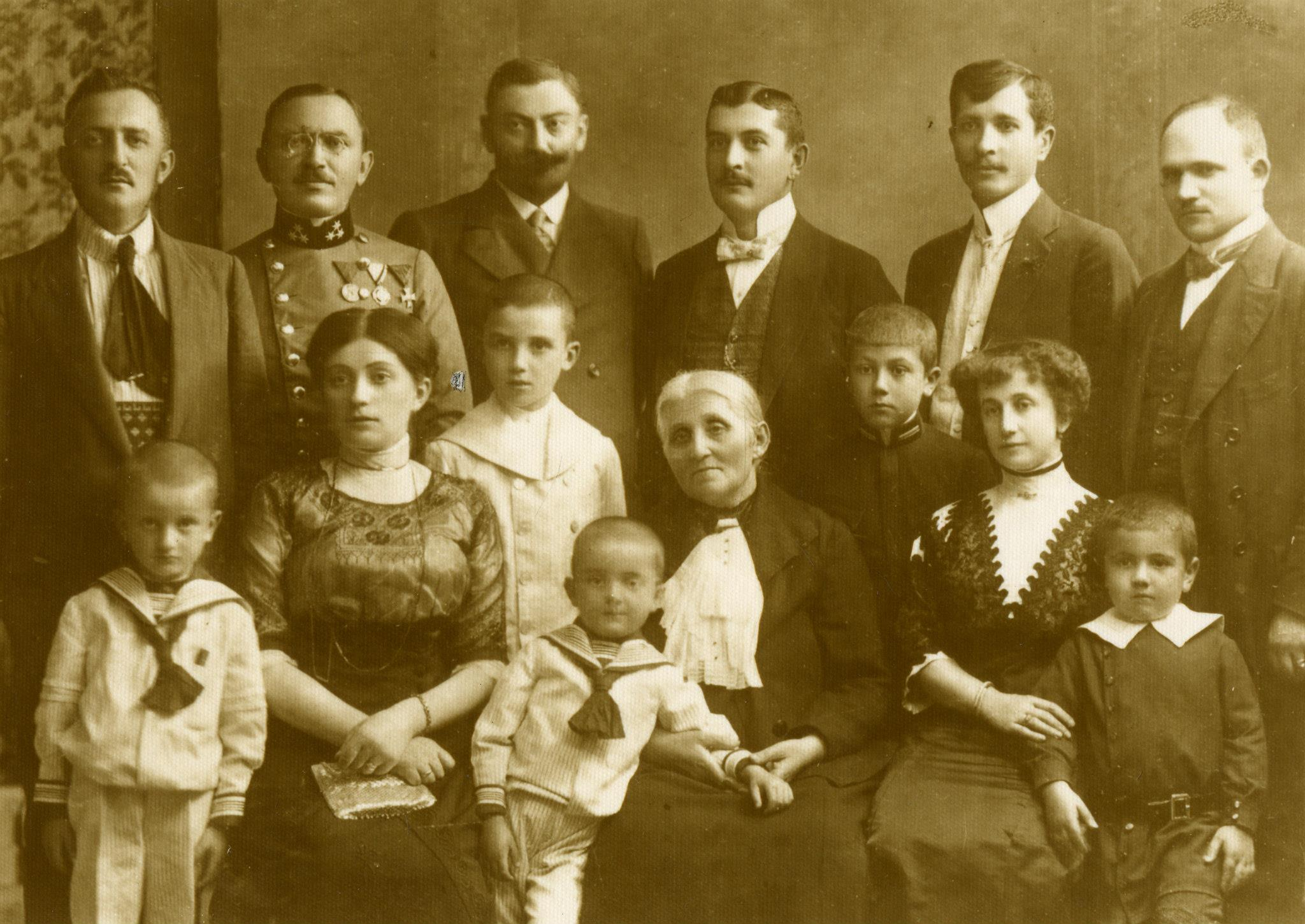
Родина Косів. Сидять зліва направо, ймовірно: Лідія Кос (дружина Йосифа Коса) із синами Романом, Михайлом (стоїть позаду) та Анатолем, Марія Кос (Ліщинська). Стоять брати Коси (другий зліва, мабуть, Михайло Кос) і невідомі, 1910—1913 рр.

- Михайло Кос (*? — †?) — бурмістер містечка Комарно ∞ Марія з Ліщинських Кос (*? — †?)
  - Іван Михайлович (*? — †?) — шеф-лікар полку цісарських тірольських стрільців. Пізніше адвокат в містечку Комарно
  -  Андрій Михайлович (*1860;— †1918) — адвокат у Львові, посол до австрійського парламенту у Відні
  - Михайло Михайлович (*1863 — †1930)[1]
  - Йосип Михайлович (*1875 — †1933) — військовий лікар, полковник УГА, директор військового шпиталю УГА в Станиславові[2] ∞ Лідія Іванівна Копистянська (†1929)
    - Михайло Йосипович (*1904 — †1956)
    - Роман Йосипович (*? — †?)
    - Лідія Йосипівна (*? — †?)
    - Віра Йосипівна (*? — †?) ∞ Дмитро Володимирович Гузар (*1907 — †після 1970) — інженер, все життя прожив у Парижі. Мали чотирьох дітей[3]
    - Анатоль Йосипович (*1909 — †1983) ∞ NN (*? — †?) ∞ Надія Андріївна Опришко (*?)
      - Анатолій Анатолійович (*?)
      - Адріан Анатолійович (*?) — спеціаліст з прикладної математики[4]

    - Марія Йосипівна (*1914 — †1934)